# Ōza 2005
L'Ōza 2005 è stata la cinquantatreesima edizione del torneo goistico giapponese Ōza.

## Svolgimento

### Fase preliminare
La fase preliminare serve a determinare chi accede al torneo per la selezione dello sfidante. Consiste in una serie di tornei preliminari iniziali, i cui vincitori si qualificano al torneo per la determinazione dello sfidante.
- W indica vittoria col bianco
- B indica vittoria col nero
- X indica la sconfitta
- +R indica che la partita si è conclusa per abbandono
- +N indica lo scarto dei punti a fine partita
- +F indica la vittoria per forfeit
- +T indica la vittoria per timeout
- +? indica una vittoria con scarto sconosciuto
- V indica una vittoria in cui non si conosce scarto e colore del giocatore

|  | Primo turno      | Primo turno      | Primo turno |  |  | Secondo turno    | Secondo turno    | Secondo turno   |     |                  | Semifinali       | Semifinali       | Semifinali |  |  | Finale | Finale | Finale |
|  |                  |                  |             |  |  |                  |                  |                 |     |                  |                  |                  |            |  |  |        |        |        |
|  | Tomomi Nakaonoda | Tomomi Nakaonoda | B+0,5       |  |  |                  |                  |                 |     |                  |                  |                  |            |  |  |        |        |        |
|  | Toshiya Imamura  | Toshiya Imamura  |             |  |  | Tomomi Nakaonoda | Tomomi Nakaonoda | B+R             |     |                  |                  |                  |            |  |  |        |        |        |
|  | Satoshi Yuki     | Satoshi Yuki     |             |  |  | Ō Rissei         | Ō Rissei         |                 |     |                  |                  |                  |            |  |  |        |        |        |
|  | Ō Rissei         | Ō Rissei         | W+R         |  |  |                  |                  |                 |     | Tomomi Nakaonoda | Tomomi Nakaonoda | W+11,5           |            |  |  |        |        |        |
|  | Kimio Yamada     | Kimio Yamada     | W+R         |  |  |                  | Shikun Ryu       | Shikun Ryu      |     |                  |                  |                  |            |  |  |        |        |        |
|  | Satoru Kobayashi | Satoru Kobayashi |             |  |  | Kimio Yamada     | Kimio Yamada     |                 |     |                  |                  |                  |            |  |  |        |        |        |
|  | Tomoyasu Mimura  | Tomoyasu Mimura  |             |  |  | Shikun Ryu       | Shikun Ryu       |                 |     |                  |                  |                  |            |  |  |        |        |        |
|  | Shikun Ryu       | Shikun Ryu       | W+R         |  |  |                  |                  |                 |     |                  | Tomomi Nakaonoda | Tomomi Nakaonoda |            |  |  |        |        |        |
|  | Hideki Enda      | Hideki Enda      |             |  |  |                  | Keigo Yamashita  | Keigo Yamashita | B+R |                  |                  |                  |            |  |  |        |        |        |
|  | Naoki Hane       | Naoki Hane       | B+R         |  |  | Naoki Hane       | Naoki Hane       |                 |     |                  |                  |                  |            |  |  |        |        |        |
|  | Keigo Yamashita  | Keigo Yamashita  | B+1,5       |  |  | Keigo Yamashita  | Keigo Yamashita  |                 |     |                  |                  |                  |            |  |  |        |        |        |
|  | Hideyuki Sakai   | Hideyuki Sakai   |             |  |  |                  |                  |                 |     | Keigo Yamashita  | Keigo Yamashita  | B+R              |            |  |  |        |        |        |
|  | Satoshi Kataoka  | Satoshi Kataoka  | W+4,5       |  |  |                  | Ō Meien          | Ō Meien         |     |                  |                  |                  |            |  |  |        |        |        |
|  | Cho Chikun       | Cho Chikun       |             |  |  | Satoshi Kataoka  | Satoshi Kataoka  |                 |     |                  |                  |                  |            |  |  |        |        |        |
|  | Norimoto Yoda    | Norimoto Yoda    |             |  |  | Ō Meien          | Ō Meien          | B+2,5           |     |                  |                  |                  |            |  |  |        |        |        |
|  | Ō Meien          | Ō Meien          | B+R         |  |  |                  |                  |                 |     |                  |                  |                  |            |  |  |        |        |        |

### Finale
La finale è una sfida al meglio delle cinque partite.